# لورينسو دي ألميدا

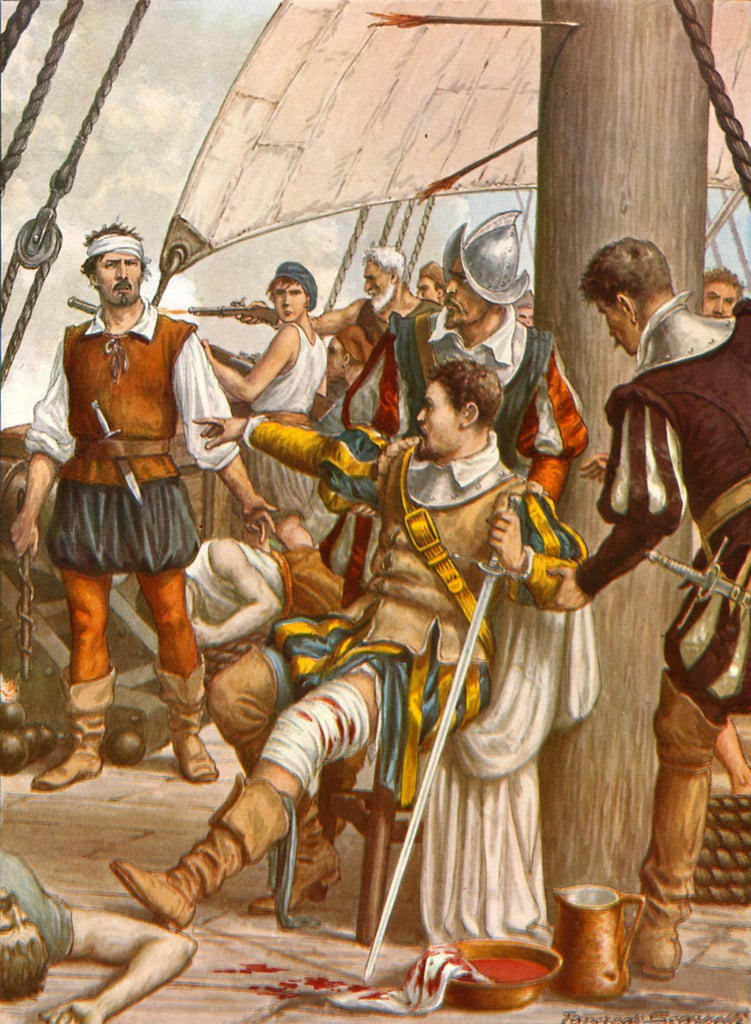
تانكريدي سكاربيلي - النهاية البطولية للورينسو دي ألميدا في معركة شاول

لورينسو دي ألميدا (بالإنجليزية: Lourenço de Almeida) كان مستكشفًا برتغاليًا وقائدًا عسكريًا.